# Список космических запусков России в 2019 году
В 2019 году Россия выполнила 22 пуска ракет космического назначения, кроме того проведено 3 запуска ракет Союз-СТ с космодрома Куру, формально не относящихся к российским. Россия заняла второе место по числу запусков ракет космического назначения. Доля России в космических запусках составила 22 % (22 пуска), против 33 % у КНР (34 пуска).

## Список орбитальных космических запусков России в 2019 году
| Дата        | Ракета-носитель    | Полезная нагрузка | Заказчик                                       | Космодром/Старт.комплекс | Результат |
| ----------- | ------------------ | --- | ---------------------------------------------- | ------------------------ | --------- |
| 21 февраля  | Союз-2.1б/Фрегат-М | EgyptSat-A (MisrSat A) | NARSS                                          | Байконур 31/6            | Успех     |
| 14 марта    | Союз-ФГ            | Союз МС-12 | Роскосмос                                      | Байконур 1/5             | Успех     |
| 4 апреля    | Союз-2.1а          | Прогресс МС-11 | Роскосмос                                      | Байконур 31/6            | Успех     |
| 27 мая      | Союз-2.1б/Фрегат   | Глонасс-М № 758 | Воздушно-космические силы Российской Федерации | Плесецк 43/4             | Успех     |
| 30 мая      | Протон-М/Бриз-М    | Ямал-601 | Газпром космические системы                    | Байконур 200/39          | Успех     |
| 5 июля      | Союз-2.1б/Фрегат   | - Метеор-М № 2-2 - ICEYE X4 - ICEYE X5 - CarboNIX - «Демонстрация технологии 1» (DoT 1) - El Camino Real (Momentus X1) - NSLSat 1 - АмурСат (АмГУ-1) - Lemur-2 100 (Wanli) - Lemur-2 101 (LillyJo) - Lemur-2 102 (DustInTheWind) - Lemur-2 103 (EJatta) - Lemur-2 104 (Morag) - Lemur-2 105 (GregRobinson) - Lemur-2 106 (Yndrd) - Lemur-2 107 (Alex-Maddy) - EXOCONNECT (D-Star One EXOCONNECT) - JAISAT 1 - LightSat (D-Star One LightSat) - SEAM 2.0 - Sokrat - SONATE - Эквадор UTE - ВДНХ-80 - Lucky-7 - MOVE 2b - MTCube (ROBUSTA 1C) - TTÜ101 (TTÜSat, MektorySAT 1, Koit) - BeeSat 9 - BeeSat 10 - BeeSat 11 - BeeSat 12 - BeeSat 13 | Роскосмос                                      | Восточный 1С             | Успех     |
| 10 июля     | Союз-2.1в/Волга    | - Космос-2535 - Космос-2536 - Космос-2537 - Космос-2538 | Воздушно-космические силы Российской Федерации | Плесецк 43/4             | Успех     |
| 13 июля     | Протон-М/ДМ-03     | Спектр-РГ | Роскосмос                                      | Байконур 81/24           | Успех     |
| 20 июля     | Союз-ФГ            | Союз МС-13 | Роскосмос                                      | Байконур 1/5             | Успех     |
| 30 июля     | Союз-2.1а/Фрегат   | Меридиан-М № 18Л | Воздушно-космические силы Российской Федерации | Плесецк 43/4             | Успех     |
| 31 июля     | Союз-2.1а          | Прогресс МС-12 | Роскосмос                                      | Байконур 31/6            | Успех     |
| 6 августа   | Протон-М/Бриз-М    | Благовест № 14Л | Воздушно-космические силы Российской Федерации | Байконур 81/24           | Успех     |
| 22 августа  | Союз-2.1а          | Союз МС-14 | Роскосмос                                      | Байконур 31/6            | Успех     |
| 30 августа  | Рокот/Бриз-КМ      | Гео-ИК-2 № 13Л | Воздушно-космические силы Российской Федерации | Плесецк 133/3            | Успех     |
| 25 сентября | Союз-ФГ            | Союз МС-15 | Роскосмос                                      | Байконур 1/5             | Успех     |
| 26 сентября | Союз-2.1б/Фрегат   | Тундра № 13Л | Воздушно-космические силы Российской Федерации | Плесецк 43/4             | Успех     |
| 9 октября   | Протон-М/Бриз-М    | Eutelsat 5 West B MEV-1 | International Launch Services (ILS)            | Байконур 200/39          | Успех     |
| 25 ноября   | Союз-2.1в/Волга    | Космос-2542 | Воздушно-космические силы Российской Федерации | Плесецк 43/4             | Успех     |
| 6 декабря   | Союз-2.1а          | Прогресс МС-13 | Роскосмос                                      | Байконур 31/6            | Успех     |
| 11 декабря  | Союз-2.1б/Фрегат   | Глонасс-М № 759 | Воздушно-космические силы Российской Федерации | Плесецк 43/3             | Успех     |
| 24 декабря  | Протон-М/ДМ-03     | Электро-Л № 3 | Роскосмос                                      | Байконур 81/24           | Успех     |
| 27 декабря  | Рокот/Бриз-КМ      | - Гонец-М № 24Л - Гонец-М № 25Л - Гонец-М № 26Л - Блиц-М | АО «Спутниковая система „Гонец“»               | Плесецк 133/3            | Успех     |

## Список суборбитальных запусков России в 2019 году
| Дата        | Ракета-носитель    | Полезная нагрузка    | Заказчик                                  | Стартовый комплекс                    | Результат |
| ----------- | ------------------ | -------------------- | ----------------------------------------- | ------------------------------------- | --------- |
| 6 февраля   | РС-24 «Ярс»        | Учебные боевые блоки | Министерство обороны Российской Федерации | Подвижный грунтовый ракетный комплекс | Успех     |
| 26 июля     | РС-12М «Тополь»    | Учебная боевая часть | Министерство обороны Российской Федерации | Подвижный грунтовый ракетный комплекс | Успех     |
| 24 августа  | Р-30 «Булава»      | Учебные боевые блоки | Министерство обороны Российской Федерации | РПКСН К-535 «Юрий Долгорукий»         | Успех     |
| 24 августа  | Р-29РМУ2 «Синева»  | Учебные боевые блоки | Министерство обороны Российской Федерации | РПКСН К-154 «Тула»                    | Успех     |
| 30 сентября | РС-12М2 «Тополь-М» | Учебная боевая часть | Министерство обороны Российской Федерации | Космодром «Плесецк»                   | Успех     |
| 17 октября  | Р-29Р              | Учебные боевые блоки | Министерство обороны Российской Федерации | РПКСН К-44 «Рязань»                   | Успех     |
| 17 октября  | Р-29РМУ2 «Синева»  | Учебные боевые блоки | Министерство обороны Российской Федерации | РПКСН К-18 «Карелия»                  | Успех     |
| 17 октября  | РС-24 «Ярс»        | Учебные боевые блоки | Министерство обороны Российской Федерации | Подвижный грунтовый ракетный комплекс | Успех     |
| 30 октября  | Р-30 «Булава»      | Учебные боевые блоки | Министерство обороны Российской Федерации | РПКСН К-549 «Князь Владимир»          | Успех     |
| 28 ноября   | РС-12М «Тополь»    | Учебная боевая часть | Министерство обороны Российской Федерации | Подвижный грунтовый ракетный комплекс | Успех     |

## Статистика орбитальных запусков
Количество российских пусков: 22. Успешных: 22.
Запуски РН «Союз» с космодрома Куру осуществляет Европейское космическое агентство и формально российскими они не являются.

### Российские запуски по ракетам-носителям
| Ракета-носитель                                 | Число стартов | Неудачи | Примечания |
| ----------------------------------------------- | ------------- | ------- | ---------- |
| Протон-М                                        | 5             |         |            |
| Рокот                                           | 2             |         |            |
| Союз-2.1а                                       | 5             |         |            |
| Союз-2.1б                                       | 5             |         |            |
| Союз-2.1в                                       | 2             |         |            |
| Союз-ФГ                                         | 3             |         |            |
| Всего                                           | 22            |         |            |
| Запуски, формально не относящиеся к российским: |               |         |            |
| Союз-СТ-А                                       | 1             |         |            |
| Союз-СТ-Б                                       | 2             |         |            |

### Российские запуски по космодромам
| Космодром                                       | Число стартов | Неудачи | Примечания |
| ----------------------------------------------- | ------------- | ------- | ---------- |
| Байконур                                        | 13            |         |            |
| Восточный                                       | 1             |         |            |
| Плесецк                                         | 8             |         |            |
| Запуски, формально не относящиеся к российским: |               |         |            |
| Куру                                            | 3             |         |            |

### Все запуски по странам мира
| Страна                    | Число стартов | Неудачи | Примечания                                                   |
| ------------------------- | ------------- | ------- | ------------------------------------------------------------ |
| Китай                     | 34            | 2       |                                                              |
| Россия                    | 22            | 0       |                                                              |
| Соединённые Штаты Америки | 21            | 0       |                                                              |
| Европейский союз          | 9             | 1       |                                                              |
| Новая Зеландия            | 6             | 0       |                                                              |
| Индия                     | 6             | 0       |                                                              |
| Иран                      | 2             | 2       | 29.08 произошёл взрыв ракеты во время предстартовых операций |
| Япония                    | 2             | 0       |                                                              |
| Всего                     | 102           | 5       |                                                              |